# Poramut Krongborisut
Poramut Krongborisut (thailändisch ปรมัตถ์ กรองบริสุทธิ์, * 20. September 1985 in Mae Hong Son) ist ein ehemaliger thailändischer Fußballspieler.

## Karriere
Poramut Krongborisut spielte bis Mitte 2013 beim Phuket FC. Der  Verein aus Phuket spielte in der zweiten Liga des Landes, der Thai Premier League Division 1. Nach der Hinserie wechselte er zum Ligakonkurrenten Pluakdaeng United FC nach Rayong. Am Ende der Saison musste der Verein den Weg in die Drittklassigkeit antregen. Poramut Krongborisut verließ den Verein und schloss dich dem Drittligisten Thai Honda Ladkrabang an. In seinem ersten Jahr bei Thai Honda wurde er Meister der Regional League Division 2 in der Region Bangkok und stieg somit in die zweite Liga auf. Den Meistertitel der zweiten Liga feierte er 2016 und stieg somit in die erste Liga auf. Nach der Hinserie 2017 verließ er den Club und schloss sich dem Lampang FC an. Der Club aus Lampang spielte in der zweiten Liga, der Thai League 2. Nach vier Jahren wechselte er Ende Dezember 2020 zum Ligakonkurrenten MOF Customs United FC nach Bangkok. Dort beendete er nach der Saison auch seine aktive Karriere.

## Erfolge
Thai Honda Ladkrabang
- Regional League Division 2 - Bangkok: 2014  ▲

- Thai Premier League Division 1: 2016  ▲